# 愛河 (丹東市)

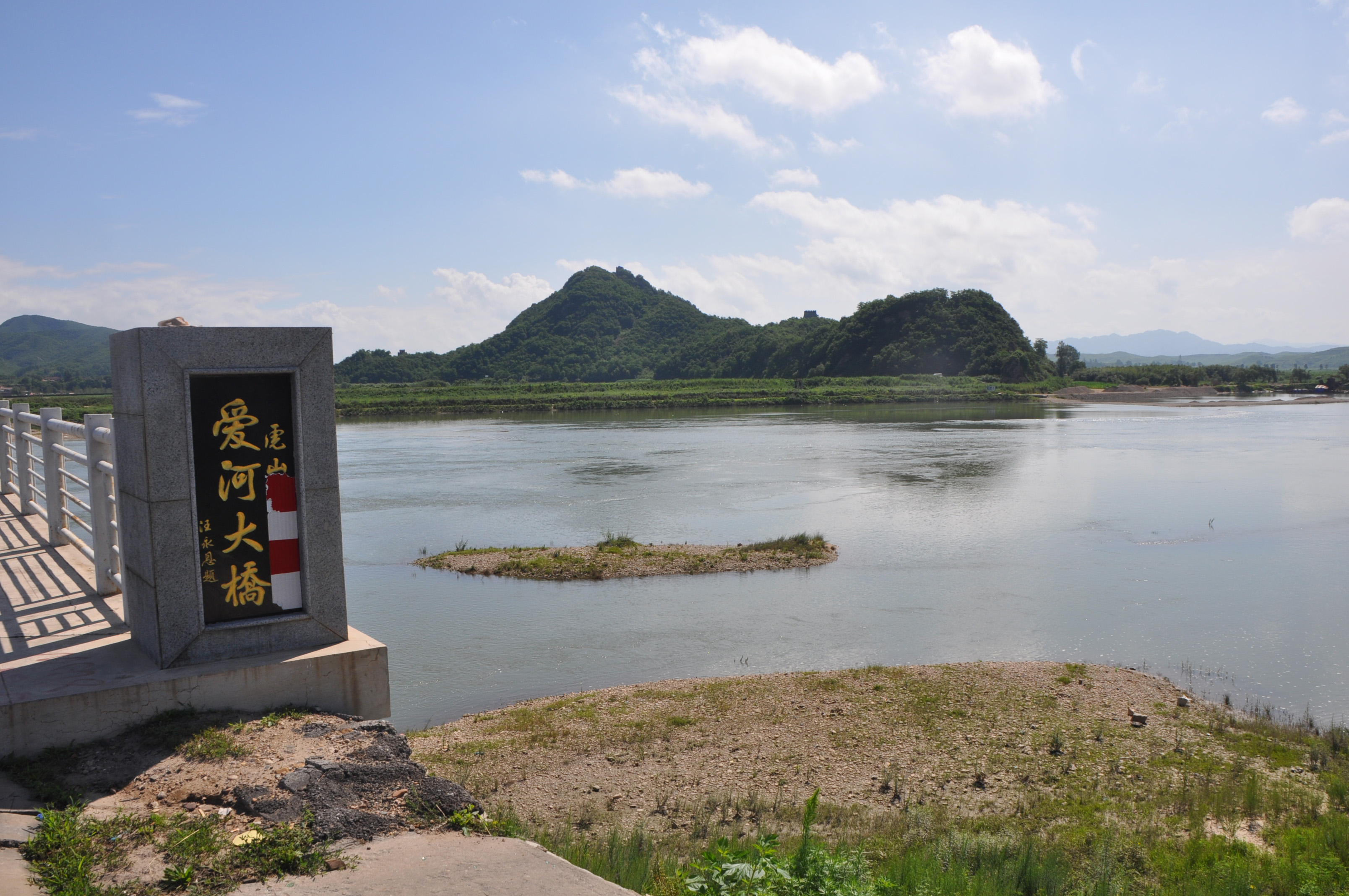
虎山長城をバックに、省道319号の愛河大橋の下を流れる愛河

愛河（あいが、旧称は靉河、中国語: 爱河＝アイハー、満州語：ᠠᠢᠢᡥᠠ 転写：aiha）は中国・朝鮮国境を流れる鴨緑江の中国側で最大の支流である。丹東市寛甸満族自治県に源を発し、全長182kmで、鳳城市や振安区を経て、九連城付近（虎山長城のすぐ南）で鴨緑江に注ぐ。  

## 参照項目
- 鴨緑江